# Shahrestān-e Semīrom
Shahrestān-e Semīrom (persiska: شهرستان سميرم, سميرم) är en delprovins (shahrestan) i Iran.   Den ligger i provinsen Esfahan, i den centrala delen av landet, 500 km söder om huvudstaden Teheran.
Delprovinsen hade 74 109 invånare 2016.